# Redlynch (Wiltshire)
Redlynch est une paroisse civile et un village du Wiltshire, en Angleterre.